# Mistel
El Mistel («muérdago» en alemán), en plural Misteln, era el nombre coloquial de los técnicos alemanes para designar el proyecto oficial Beethoven-Gerät (dispositivo de Beethoven) y adaptado como Vati und Sohn (papá e hijo), por el personal de la unidad aérea que lo empleó en combate, fue un avión compuesto de ataque de la Luftwaffe, que apareció a finales de Segunda Guerra Mundial.

## Descripción del Mistel Ju-88/Fw-190
Sistema de avión compuesto, formado por dos partes que son aeronaves plenamente operativas y separables en vuelo.
El componente superior suele ser un caza monomotor, tripulado por un piloto, con los controles de gestión de potencia, combustible y movimiento del avión inferior, además de los propios. Dispone de un medio para apuntar al objetivo, realizar correcciones oportunas y fijar el rumbo de impacto mediante un piloto automático.
El componente inferior suele ser un bombardero bimotor, sin tripulación, con los controles de gestión de potencia, combustible y movimiento operados desde el avión superior. Se han realizado modificaciones para aumentar la carga explosiva y se ha reducido o eliminado equipo no necesario.
Al llegar al objetivo, el piloto apunta el conjunto, introduce los cálculos en el piloto automático, realiza la separación de ambas aeronaves, gracias a cartuchos pirotécnicos, que hacen saltar los anclajes de sujeción y regresa a la base de partida.

## Diseño inicial
En una búsqueda por obtener un modo de remolcar los planeadores de transporte que fuese más satisfactorio que el antiguo método de arrastre por cuerda, El DFS llevó a cabo una investigación en Ainring, cerca de Freilassing, en Baviera, cerca de la frontera con Austria. Se investigaron, además del método de remolque por cuerda, el método de llevar a cuestas otro aparato menor, estando previsto acoplar un aparato motorizado de menor tamaño a un planeador de transporte DFS 230, de mayor tamaño, empleando un sistema de desconexión.
El objetivo previsto era poder hacer despegar a la combinación por sus propios medios, evitando el empleo del avión de remolque, con los riesgos que conllevaba y, a la altura y tiempo convenidos, poder realizar la separación entre aeronaves.
El programa de pruebas comenzó el 1 de septiembre de 1942 bajo la supervisión del director del Instituto Fritz Stammer. Llevaron a cabo las pruebas Paul Kiefel, Erich Klöcker, Kurt Opitz, Karl Schieferstein, Paul Stämmler, Karl von Jan y Herman Zitter. Fritz Stammer veía el concepto con escepticismo puesto que era la primera vez que se probaba algo semejante en Alemania. Se sabía que en el Reino Unido había probado un aparato compuesto en versión Short/Mayo  y que el conjunto había volado con éxito. La misión de los británicos era proporcionar un alcance adicional al elemento superior, un hidroavión de carga postal, a modo de aparato lanzadera. El hidroavión del componente inferior le llevaba hasta un punto en el cual el componente superior era capaz de alcanzar por sus propios medios, se desconectaban en vuelo, el componente inferior regresaba a la base y el componente superior alcanzaba el destino con la carga postal.
El concepto del DFS era proporcionar un medio de remolque de planeadores que fuese más seguro, permitiendo al aparato del componente superior poder regresar a la base por sus propios medios y al planeador, llegar a su objetivo.

## Primeros ensayos en vuelo
El primer concepto de Mistel empleaba un Klemm Kl 35 colocado encima de un planeador DFS 230. La conexión entre aeronaves se realizaba mediante un sistema de tensión piramidal fabricado con cuerdas, con el vértice superior situado en la parte inferior del fuselaje del Klemm 35. El patín de cola del Kl 35 reposaba sobre un perfil metálico en forma de “U”, localizado en la parte superior de una riostra, para que ambas aeronaves adoptasen el mismo eje de vuelo. Las ruedas del tren de aterrizaje se colocaban en unos alojamientos localizados en el encastre alar del planeador. El sistema piramidal se tensaba en tierra para comprimir totalmente los amortiguadores del Kl 35. Cuando la conexión se soltaba en vuelo, los amortiguadores se extendían, ayudando a la separación entre aeronaves.
Karl Schieferstein se sentó en el Kl35 mientras que Kurt Oppitz pilotaba el DFS 230; ambos pilotos estaban conectados por medio de un intercomunicador. Se empleó un aparato Ju-52 para remolcar el conjunto, pilotado por el Flugkapitän Herman Zitter. El motor del Klemm iba a potencia máxima, lo que acortó la distancia de despegue. A los 2000 m de altitud, según el plan de vuelo, el Ju-52 soltó el cable de remolque y la aeronave comenzó un suave descenso. Tras descender 500 m se realizó la separación entre componentes, sin incidentes. Se realizaron pruebas de sueltas adicionales variando las alturas de separación, incluyendo justo tras el despegue, para comprobar el comportamiento, obtener datos y poder realizar los procedimientos de emergencia futuros. El informe posterior indicó que el monomotor carecía de potencia suficiente para mantener la altura de vuelo, por lo que se buscó otro sustituto.
El siguiente aparato en ser montado encima del DFS 230 fue un caza Fw-56 “Stosser”, que sí podía mantener la altitud de vuelo gracias a su mayor potencia, pero seguía dependiendo del avión de remolque. Las pruebas con esta combinación demostraron la factibilidad del programa y la ventaja sobre otros tipos de remolque para planeadores.
A fin de obtener un despegue autónomo se decidió montar un caza Bf-109 E. Para acoplar el nuevo aparato se tuvieron que realizar modificaciones en el DFS 230; se cambiaron las ruedas del tren de aterrizaje lanzable por otras pertenecientes a un Junkers W 34, aptas para soportar el incremento de peso; se reemplazó la unidad de cola por otra procedente de un Henschel Hs 126; se reforzó el fuselaje para poder soportar el montaje del monomotor de caza, que volaba con su tren de aterrizaje replegado y se incrementaron las medidas de seguridad para el piloto del planeador. En total, el peso del DFS 230 aumentó 600 kg.
Las pruebas se realizaron desde la pista del aeródromo de Hörschling, cerca de Linz, por haber una unidad de DFS 230 operando desde ahí. El 21 de junio de 1943 el conjunto, pilotado por Zitter y Schieferstein, despegó y alcanzó por sus propios medios una altitud de 2000 m y una velocidad de 240 km/h. Este ensayo concluyó sin separación y el Mistel aterrizó sin complicaciones en el aeródromo tras 40 minutos de vuelo.
Poco después se realizó otra misión, para verificar la correcta separación en vuelo. A 1500 m se efectuó la separación y el planeador desplazó el morro hacia arriba bruscamente, rozando la cabina con el fuselaje inferior del Bf 109. Como resultado, se realizaron modificaciones en el sistema de soporte y se incorporó un freno de picado. Las posteriores pruebas confirmaron la idoneidad del concepto y en el otoño de 1943 el Instituto emitió un informe favorable del programa.

## Mistel de combate

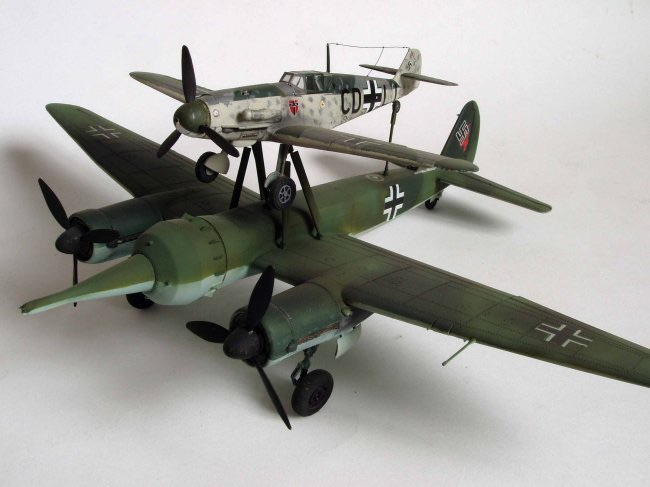
Mistel 1, combinación formada por un Junkers Ju. 88 y un Messerschmitt Bf. 109F-4.

A comienzos de la Segunda Guerra Mundial Siegfried Holzbaur, Flugkapitän y jefe de pilotos de prueba de Junkers tuvo la idea de emplear Mistel para atacar objetivos, empleando la parte inferior como una “Grossbombe”, una gran bomba, de diseño simple y bajo coste, llevada al objetivo por un aparato más pequeño, anclado a la parte superior del conjunto. Holzbaur propuso el concepto a la compañía en 1940, solicitando incluso una patente, pero el diseño no se concretó en una producción real.
Holzbaur había probado el sistema y determinado que podía impactar en objetivos de un tamaño aproximado de 200 m², por ejemplo un navío de guerra, desde una distancia superior a los 10 km. No obstante las obtusas mentes del RLM no estaban interesadas en el proyecto. Holzbaur fue capaz de realizar una demostración de su sistema de guía automática durante una visita a la planta del Mayor Peltz, con resultados parecidos al ataque Kamikaze, pero sin sacrificar la vida del piloto. Tras la visita, tanto el Mayor Peltz como el Hauptmann Baumbach apoyaron la iniciativa, sin éxito ante el RLM.
Peltz y Baumbach realizaron una propuesta a Göring para convertir los aparatos anticuados que estuviesen en condiciones de vuelo en “Grossbombe”, empleando un moderno caza monomotor que tuviese posibilidades de escape. Göring hizo los contactos necesarios en la planta Junkers para que, en secreto, pudiesen realizar las modificaciones oportunas a unos pocos aparatos.
A mediados de 1943 Junkers comenzó a trabajar estrechamente en cooperación con el DFS y proporcionó un aparato Junkers Ju-88 A-4 convertido para realizar pruebas de vuelo. Los trabajos se realizaron en el aeródromo de Ainring y el desarrollo transcurría normalmente, produciéndose la primera separación entre un Ju-88 y un Bf 109F tras realizar modificaciones en el soporte dorsal del bombardero.
Los aparatos empleados eran Ju-88 Zustand 3 (Reparados, pero en condiciones de vuelo).
El DFS estimó que era factible un alcance de 1500 km con una carga de combate de 3500 kg, retirando todo el equipo superfluo y volando entre 3000 y 5000 m de altitud para aumentar la posibilidad de penetración en espacio aéreo hostil. El caza obtendría el combustible del bombardero durante el vuelo de ida y mantendría su capacidad máxima de combustible interno para regresar a la base.
La carga explosiva empleada era una carga hueca de gran tamaño y se introdujo una espoleta extendida para asegurar la detonación de la carga hueca durante el impacto antes de detonar la carga secundaria, de 3,5 t de explosivo.
La primera prueba en vuelo comenzó en mayo de 1944, despegando desde Peenemünde, e impactando en el polígono de tiro situado en las montañas Móen, en Dinamarca. El piloto automático sufrió un cortocircuito y se procedió a la separación de emergencia entre aeronaves. El Ju-88 se estrelló en la isla de Rügen, provocando daños en edificaciones. Para mantener el secreto se realizó un falso funeral y entierro de la tripulación.
La segunda prueba se realizó el 31 de mayo de 1944; lanzando el aparato desde 4000 m, el impacto se pasó 40 m del punto de impacto, con un desvío lateral de 100 m.
Un tercer intento se efectuó en agosto de 1944 sobre el polígono de las montañas de Móen, lanzando el aparato a 1,5 km del objetivo y 800 m de altura, observando un impacto directo.
La mayoría de los Mistel fueron evaluados en los aeródromos de Harz y Nordhausen, donde comenzaron los problemas con el peso al despegue. El tren de aterrizaje principal del Ju-88 era oleoneumático y se podía rellenar de líquido hidráulico para soportar un mayor peso, pero los neumáticos estaban al límite de diseño. Un neumático estándar de Ju-88 medía 1140 x 410 mm y estaba diseñado para soportar un peso al despegue de 20,6 t. El neumático que se instaló posteriormente, de mayor tamaño, medía 1220 x 445 mm y estaba diseñado para soportar un peso de 23,4 t, pero solo para el despegue, con un límite inferior para realizar aterrizajes. Una combinación Mistel en orden de combate despegaría en torno a los 20-21 t, casi al límite de carga, lo que significaba que los despegues debían realizarse desde pistas de hormigón en perfecto estado; un simple socavón podría provocar el reventón de un neumático.

## Entrada en servicio y empleo en combate
El 2/KG 101 fue la primera unidad de la Luftwaffe en incluir Misteln, recibiendo 5 ejemplares y comenzando el entrenamiento durante la primavera de 1944 en Nordhausen. Posteriormente, la unidad se trasladó a Kolberg, en el Mar Báltico. Al comenzar la operación “Overlord”, el IV/KG 101 fue transferido al frente, desde Nordhausen al aeródromo de St. Dizier, en la costa de Normandía, con 12 Misteln operativos. En el aeródromo se reemplazaron las secciones de morro por otra que incorporaba la cargas hueca y los 3600 kg de explosivo. 
El 26 de junio de 1944, los 12 aparatos despegaron para atacar objetivos navales en la desembocadura del Sena y del Orne. Un fallo técnico hizo que un Mistel abortase durante la fase de aproximación al objetivo; dicho aparato continuó volando en línea recta hasta Escocia. Otro fue interceptado y derribado por un caza Mosquito cuando se aproximaba al objetivo; el Bf 109 se separó y escapó. Los buques lanzaron cortinas de humo para camuflar la posición y, tanto la parte aliada, como la alemana, reportaron que si hubo impactos, éstos se efectuasen contra el casco del antiguo navío de guerra francés Courbet, que había sido incluido como un componente del puerto Mulberry en Arromanches y camuflado especialmente como señuelo por los aliados. El HMS Nith, reconvertido en cuartel flotante, sufrió también una explosión con graves daños por impacto y metralla el 24 de junio. Hubo 9 muertos y 26 heridos y el navío tuvo que ser remolcado a Inglaterra para su reparación.
El primer Gruppe (Grupo aéreo) de Mistel se formó con los integrantes del 2/KG 101, convirtiéndose en III/KG 66, posteriormente designado II/KG 200. El 6/KG 200 era el Staffel (escuadrón) responsable de las misiones Mistel, el 5/KG 200 actuaba como designador de blancos y ayuda a la navegación y el 7/KG 200 realizaba el entrenamiento operacional y apoyo auxiliar. Hubo pérdidas durante las misiones realizadas con mal tiempo y vuelos a baja cota, terminando, generalmente con una gran explosión del componente inferior en algún remoto lugar antes de alcanzar el objetivo planeado.
Durante el otoño de 1944 se agruparon unos 60 Mistel en los aeródromos daneses de Aalborg, Grove y Tilstrup para una misión contra la base de la Armada británica en Scapa Flow. El mal tiempo impedía los vuelos prolongados sobre el agua, de la misma manera que no dejaba zarpar a la flota británica. El hundimiento del Tirpitz, el 12 de noviembre de 1944, hizo que la flota se desplegase a otras bases, por lo que el objetivo principal desapareció y se anuló la misión.
Se decidió atacar las plantas hidroeléctricas y de armamento situadas en el interior de la Unión Soviética, bajo el nombre en clave de operación Eisenhammer. La Luftwaffe no había podido bombardear tales instalaciones estratégicas por carecer de bombarderos de largo alcance y, gracias a los esfuerzos de Baumbach en la KG 200, ni siquiera Hitler puso objeciones al plan.
La fábrica Junkers producía ejemplares de aparatos Mistel en grandes cantidades y se diseñó un Mistel de control sobre la base de un Ju-88 H-4, con sección de morro modificada y un alargamiento de 3.37 m en la sección central del fuselaje para albergar un depósito adicional con 2440 litros de combustible; el componente superior consistiría en un Fw-190 equipado con depósitos adicionales tipo “Doppelreiter”, pero dicha variante no llegó a tiempo de la operación, ni de entrar en servicio.
A comienzos de marzo de 1945, los Misteln que iban a participar en Eisenhammer se encontraban listos para la acción, repartidos por los aeródromos de Brandenburg-Briest, Karlshagen, Oranienburg, Parchim, Rechlin-Lärz y Rostock-Marienehe. La distancia a los objetivos aumentaba con el retroceso del frente, lo que llevó a ingeniar la instalación de depósitos de combustible adicionales y una tercera pata del tren de aterrizaje, en posición central, para reducir la sobrecarga, pero, tras realizar una misión de vuelo sobre una distancia equivalente, se anuló la misión.
A partir del 1 de marzo de 1945, Werner Baumbach, Kommodore de la KG 200, fue asignado con la misión de cortar todas vías, cruces y puentes sobre los ríos Óder y Neisse, y detener el avance soviético. Las misiones tuvieron que ser planificadas al minuto, dada la escasez de combustible reinante en la Luftwaffe, las prioridades de Defensa del Reich y misiones de ataque convencionales. La primera misión partió esa misma fecha, con 14 aparatos enviados a destruir tres puentes sobre Weinchsel bajo el mando del Oberleutnant Pilz. Problemas técnicos y malas condiciones atmosféricas impidieron el ataque.
El 8 de marzo de 1945 el Oberst Joachim Helbig fue capaz de atacar objetivos situados en el Oder por primera vez, empleando cuatro Misteln. Un aparato se perdió durante la fase de ascenso y el componente inferior se estrelló en un campo cerca de Berlín. Desde una altura de 3000 m, los Misteln, fueron escoltados por cazas y tuvieron cobertura de aparatos Ju-88, que bombardearon las posiciones antiaéreas enemigas. Un Mistel fue derribado por la artillería antiaérea soviética, estrellándose en la parte oeste, lejos de los puentes; los otros dos aparatos hicieron impactos directos, pero tras la tremenda explosión, no se advirtió daño alguno sobre las estructuras.
Se intentó continuar con la operación Eisenhammer, pero las restricciones de combustible y el caos logístico hicieron que los planes futuros fueran desestimados.
El Mistel se empleó como un intento por detener el avance aliado en Alemania y, el 15 de marzo, 4 Misteln fueron lanzados contra el puente de Remagen, sin éxito.
A finales de marzo de 1945 un ataque aéreo aliado destruyó en tierra 18 combinaciones Mistel situadas en el aeródromo de Rechlin-Lärz. Al mismo tiempo, Helbig había atacado puentes sobre el Oder empleando seis aparatos, pero los ingenieros soviéticos repararon rápidamente los daños causados.
El 22 de marzo de 1945 hubo un ataque aéreo en la planta Junkers de Nordhausen y todo el personal que trabajaba en el programa Mistel tuvo que reubicarse en la factoría de Merseburg. A la planta de Bernung se le ordenó entregar aparatos Mistel, empleando tanto aviones reparados como los realizados con los nuevos modelos Ju-88 H-1 y H-4.

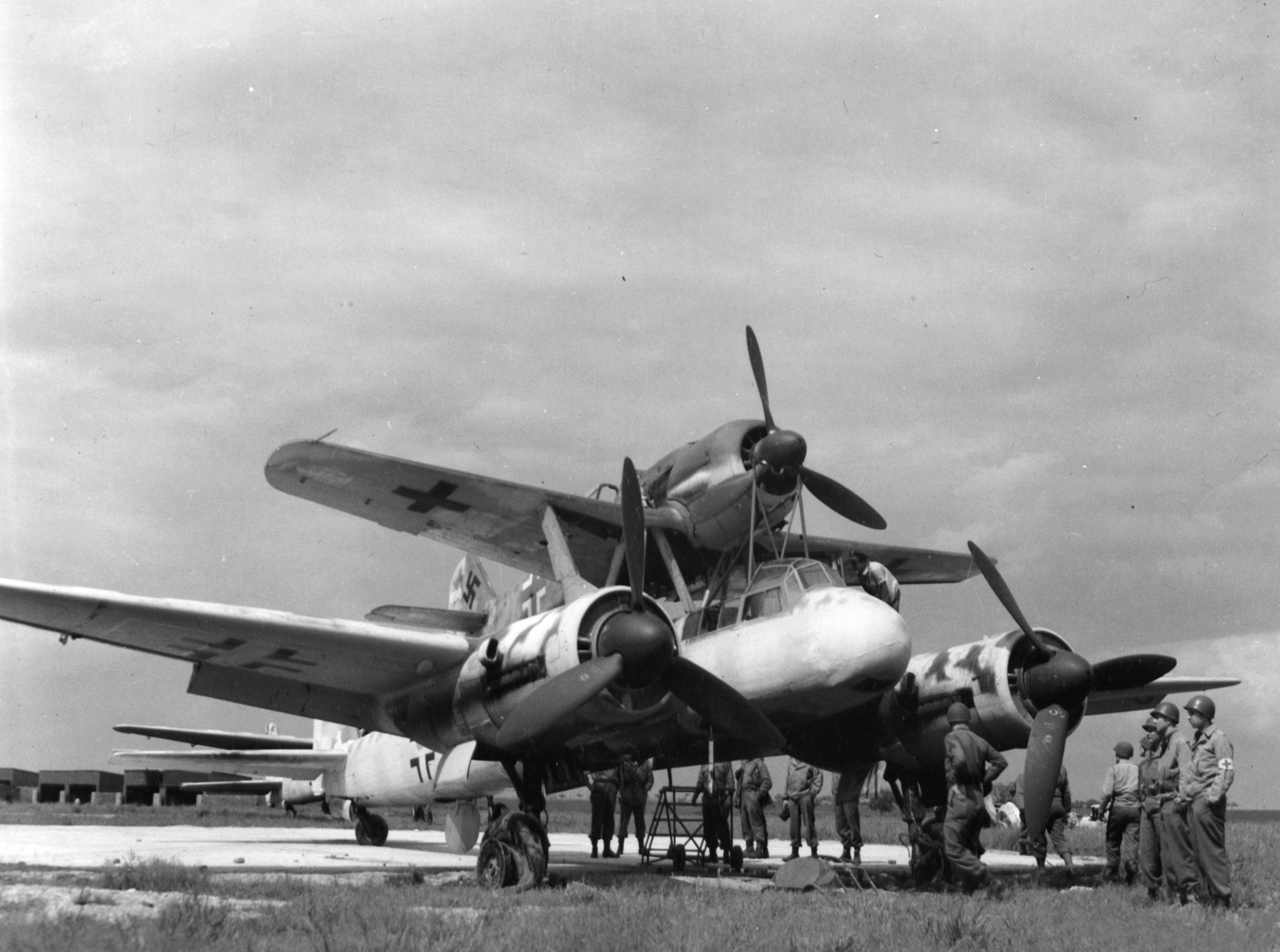
Un ejemplar capturado del entrenador Mistel S2. Se observa a personal militar norteamericano examinando el aparato. Foto United States Army

El 31 de marzo despegaron 6 Misteln, al mando de Helbig, y se incorporaron a una formación de 29 aparatos adicionales para realizar un ataque sobre el puente de ferrocarril de Steinau. Un Mistel fue incapaz de retraer el tren de aterrizaje y tuvo que regresar; el aparato de control se separó y el componente inferior se estrelló en campo abierto; un segundo Mistel tuvo un fallo motor en uno de los motores del Ju-88 y el componente inferior se estrelló; el Bf 109 tuvo que realizar un aterrizaje de emergencia; al tercer Mistel le ocurrió algo similar, con idénticas consecuencias; los restantes tres aparatos llevaron a cabo la misión, pese al fuego antiaéreo enemigo, anotando un impacto directo y dos cercanos.
El 6 de abril salió de la planta de Merseburg el último Mistel completado.
El 7 de abril de 1945 el KG(J) 30 proporcionó 24 Mistel para realizar un ataque sobre los puentes de Weichsel. Un ataque aéreo americano sobre Parchim dejó inoperativo el aeródromo durante varios días, además de destruir varios aparatos preparados para la misión. En Oranienburg había seis Mistel preparados, pero no se pudo realizar una puesta en marcha de motores y se anuló por pasar la ventana de tiempo. En Peenemünde había seis Mistel y se dio la orden; el primer aparato sufrió un reventón durante la fase de despegue y se incendió; pese a que el piloto pudo ser rescatado con vida, los restos impidieron que los otros despegaran. En Rechlin pudieron despegar, no sin muchos problemas; tras varios abortos de vuelo y desenganches por problemas, un único Mistel pudo llegar al objetivo y, con toda la artillería enemiga disparando, el piloto tuvo suerte y logró salir indemne; el impacto no dañó el puente.
El 9 de abril se llevó a cabo una misión sobre Küstrin con 4 Mistel, sin impactos directos.
El 26 de abril se ordenó a los 3 Gruppen atacar los puentes en Küstrin; sólo los 7 Mistel de Peenemünde pudieron despegar, alcanzando el objetivo de manera individual, debido al mal tiempo y las fuertes defensas enemigas. Regresaron dos Fw-190, uno de ellos tuvo que realizar un aterrizaje de emergencia.
El último ataque documentado de Mistel tuvo lugar el 30 de abril de 1945. Cuatro aparatos del KG(J) 30 despegaron desde Peenemünde para atacar los puentes del Oder sobre Tantow; un aparato tuvo que separarse en vuelo y el componente inferior se estrelló en el Mar báltico; los otros tres recibieron fuerte fuego antiaéreo unos 10 km antes del objetivo, por lo que apuntaron lo más preciso que las defensas les permitieron y lanzaron los Ju-88, uno de ellos estaba ya ardiendo, alcanzado por la artillería antiaérea soviética. La unidad perdió un piloto y ninguno de los aparatos impactó en el objetivo.
La mayoría de los Misteln fueron destruidos por bombardeos y artillería enemigos; algunos fueron inutilizados por sus tripulaciones antes de que cayesen en manos enemigas: Las tropas aliadas y soviéticas capturaron numerosos Misteln en diverso estado, desde combinaciones completas a aparatos Ju-88 modificados, dejados en tierra por la escasez de combustible. La producción total fue de más de 250 aparatos construidos.

## Combinaciones Mistel para pruebas y otros propósitos
Se diseñaron numerosas variantes en las cuales el aparato inferior actuaba como lanzadera del aparato superior con fines de investigación.
El caza Me 328, equipado con dos pulsorreactores Argus-Schmidt, realizó pruebas de vuelo a lomos de un Dornier Do 217 E en 1943.
El prototipo del DFS 228, un aparato de prueba para vuelos a alta cota, efectuó vuelos con lanzamiento en vuelo desde un Do-217 K-3.
El interceptor cohete Bachem Ba 349 Natter realizó vuelos de prueba desde un Heinkel He 111.
Hubo varios diseños que no salieron de la mesa de dibujo, como:
Dos Me 262, un Me 262 A-2a/U2 con morro transparente y tripulación adicional, con un Me 262 con la sección de cabina modificada y la sección delantera-central del fuselaje rellena de explosivos.
Un Ju 188 con un Me-262 colocado encima; se realizaron estudios en Nordhausen, pero no pasó a la etapa de pruebas reales.
Un Ju 287 con el morro modificado para alojar una carga hueca y un Me 262 como elemento superior.
Un Ju 268, un diseño de bomba volante realizado en madera y diseño simplificado, sería emparejado con un Me 262 o un He 162.
Focke-Wulf diseñó también sus configuraciones Mistel en versión de “destructor de formaciones”, empleando un Ta 154 relleno de explosivos como componente inferior y un Fw 190 como aparato de control. El plan previsto era apuntar el Ta-154 a una formación de bombarderos enemiga y hacerlo explotar al llegar a ella; el radio letal era aproximadamente de 180 metros, esperando derribar varios cuatrimotores en la detonación. Se esgrime que se fabricaron seis aparatos de ese tipo durante la segunda mitad de 1944, pero no se tiene constancia de su empleo en combate.
En abril de 1945 se informó de un proyecto llevado a cabo en la factoría de Quedlinburg para acoplar un Ta 152H a un Ju-88, pero no hay información adicional que confirme, o apoye dicha aseveración.
Una propuesta de Siebel incluía un diseño propio para el componente inferior, que podía ser catapultado, al estilo de una V-1, empleando un Fw 190 como aparato de control. No pasó de la mesa de dibujo.
El planeador de pruebas DM-1, que estaba fabricándose en Prien/Chiemsee al acabar la Contienda, tenía previsto realizar las pruabas de vuelo a lomos de un Siebel Si-204 A modificado. La Operación Paperclip se llevó el planeador a tierras americanas y el proyecto de realizar las pruebas de vuelo con un C-47 Dakota modificado no fructificaron.
Daimler-Benz Projekt A: Un aparato de 94 m de envergadura propulsado por cuatro, o seis turbohélices Heinkel E S 021 y un peso del aparato lanzador de 50000 kg.
Daimler-Benz Projekt B: Un aparato de 54 m de envergadura propulsado por seis motores DB 603 y que actuaría de nave nodriza para transportar hasta 5 aparatos de ataque, bombas guiadas o no guiadas, un estilo modernizado del Proyecto Zveno.

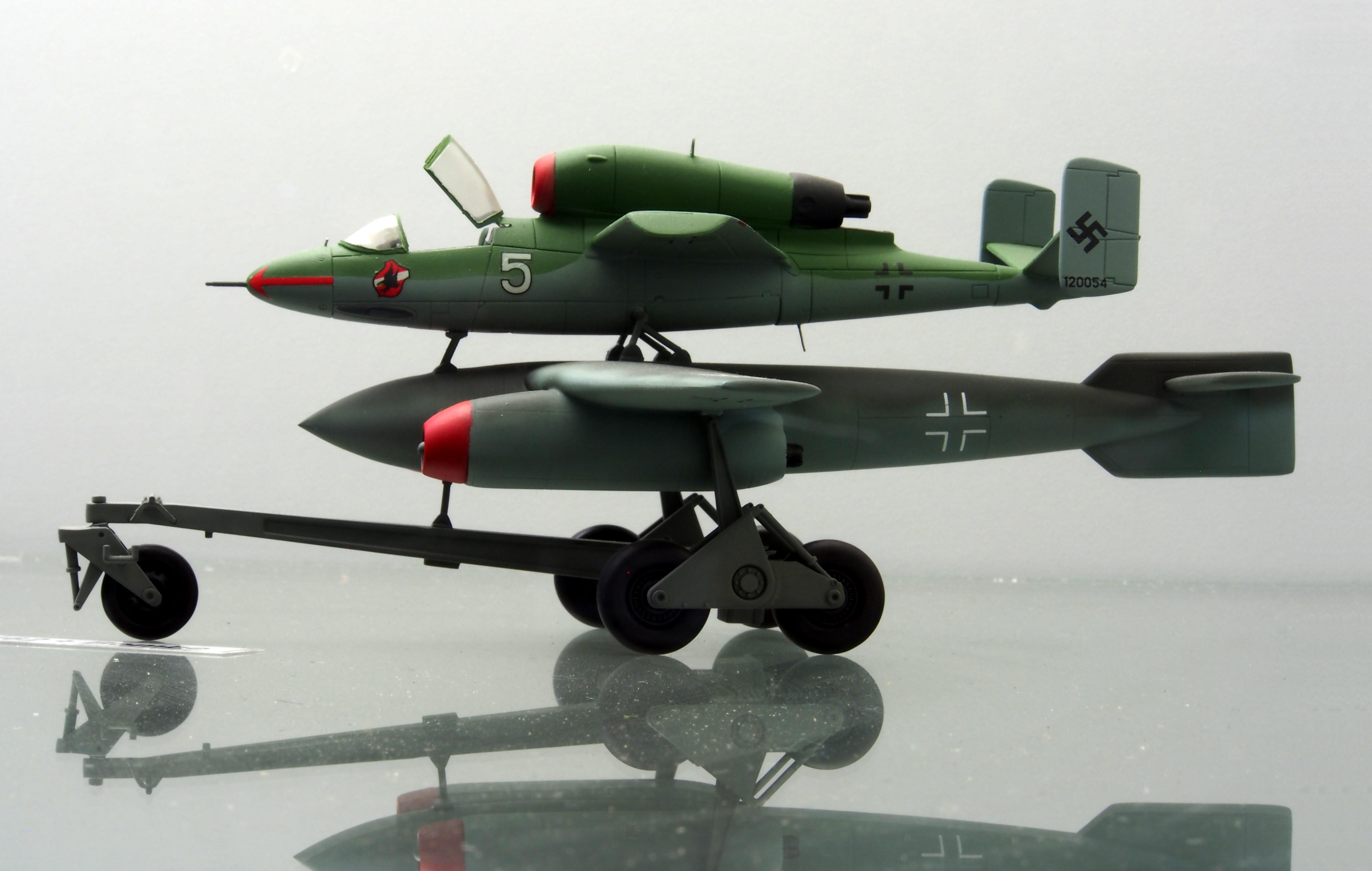
Maqueta del propuesto Mistel Heinkel He 162 acoplado a una bomba propulsada a reacción Arado E.377, fotografía tomada en el Technikmuseum Speyer.

## Variantes
- Prototipo Mistel - DFS 230 y Klemm Kl 35
- Prototipo Mistel - DFS 230 y Fw 56
- Prototipo Mistel - DFS 230 y Bf 109 E
- Prototipo Mistel operacional - Ju 88A-4 y Bf 109 F-4
- Mistel 1 - Ju 88A-4 y Bf 109F-4
- Mistel S1 - Versión de entrenamiento de Mistel 1
- Mistel 2 - Ju 88 G-1 y Fw 190 A-8, ó  F-8
- Mistel S2 - Versión de entrenamiento de Mistel 2
- Mistel 3A - Ju 88 A-4 y Fw 190 A-8
- Mistel S3A - Versión de entrenamiento de Mistel 3A
- Mistel 3B - Ju 88 H-4 y Fw 190 A-8
- Mistel 3C - Ju 88 G-10 y Fw 190 F-8
- Mistel Führungsmaschine - Ju 88 A-4/H-4 y Fw 190 A-8
- Mistel 4 - Ju 287 y Me 262
- Mistel 5 - Arado E.377A y He 162

## Combinaciones Mistel

### En uso operativo
- Ju 88 A-4/Bf 109 F-4
- Ju 88 A-4/Fw 190 A-8

### Proyectados para uso
- Ju 88 G-1/Fw 190 A-6
- Ju 88 A-6/Fw 190 A-6
- Ju 88 G-1/Fw 190 F-8
- Ju 88 H-4/Fw 190 A-8
- Ju 88 H-4/Fw 190 F-8

### En proyecto o propuestos
- Ju 88 G-7/Ta 152H
- Ta 154/Fw 190
- Ar 234/Fi 103
- Do 217K/DFS 228
- Siebel Si 204/Lippisch DM.1
- Ju 287/Me 262

## Características técnicas
Referencia datos: Mistel Junkers Ju-88 A-4/Fw-190 A-8

### Características generales
- Tripulación: 1
- Longitud: Aproximadamente 16 m
- Envergadura: 20,08 m
- Altura: Aproximadamente 9 m
- Superficie alar: 73 m² (54,7 m² del Ju-88 y 18,3 m² del Fw-190)
- Peso vacío: aproximadamente 12 t, sin carga bélica
- Peso cargado: aproximadamente 16 t
- Peso máximo al despegue: 21 t
- Planta motriz: 1× 3; 2x Junkers Jumo 211J de 1400 HP cada uno y 1x BMW 801D de 1700 HP .

### Rendimiento
- Velocidad nunca excedida (Vne): 600 km/h
- Velocidad crucero (Vc): 340 km/h
- Alcance: 1500 km
- Techo de vuelo: 5000 m
- Carga alar:  287 kg/m²

### Armamento
- Armas de proyectiles: 6, todas en el Fw 190 A-8 (2 MG 131 de 13 mm con 475 cartuchos por arma en el fuselaje y 4 MG 151 de 20 mm en las alas, con 250 cartuchos los 2 interiores y 140 cartuchos los 2 exteriores)
- Puntos de anclaje: 5 (4 en el Ju 88, para depósitos lanzables de combustible, o bombas y uno en el Fw 190 para depósito lanzable) con una capacidad de hasta 3000 kg, o alcanzar peso máximo al despegue, para cargar una combinación de:     
  - Otros: carga hueca primaria y carga de explosivo secundaria de 3600 kg, en el Ju 88

## Operadores
- Luftwaffe